# Karavel
 (août 2022).
Karavel est une agence française de conseil en voyages co-fondée par Alain de Mendonça.

## Présentation
Fin 2023, Karavel compte 150 agences de voyages pour mille salariés.

## Historique
Le site karavel.com est lancé en mai 2001. Cinq mois plus tard, il rachète promovacances.com, un concurrent en difficulté.
En 2005, Karavel-Promovacances est cédé à Opodo, puis est repris en octobre 2007 par Barclays Private Equity et son fondateur.
En 2011, il est vendu à LBO France à la suite des difficultés financières de FRAM.
En 2018 intervient une prise de participation quasi majoritaire dans le capital du groupe Karavel / Promovacances par Equistone Partners Europe et trois managers, Alain de Mendonça et Folco Aloisi, cofondateurs du groupe, ainsi que Cyrille Fradin, directeur financier de Karavel et Fram.
Le chiffre d'affaires du groupe est estimé lors de la transaction à 507 millions d'euros et l'effectif à 648 personnes,,,.
En décembre 2023 Adnec, filiale d'un fonds souverains d'Abou Dhabi, se positionne en vue d'acquérir Karavel mais la transaction ne va pas à son terme .